# Wickie de Viking (film)

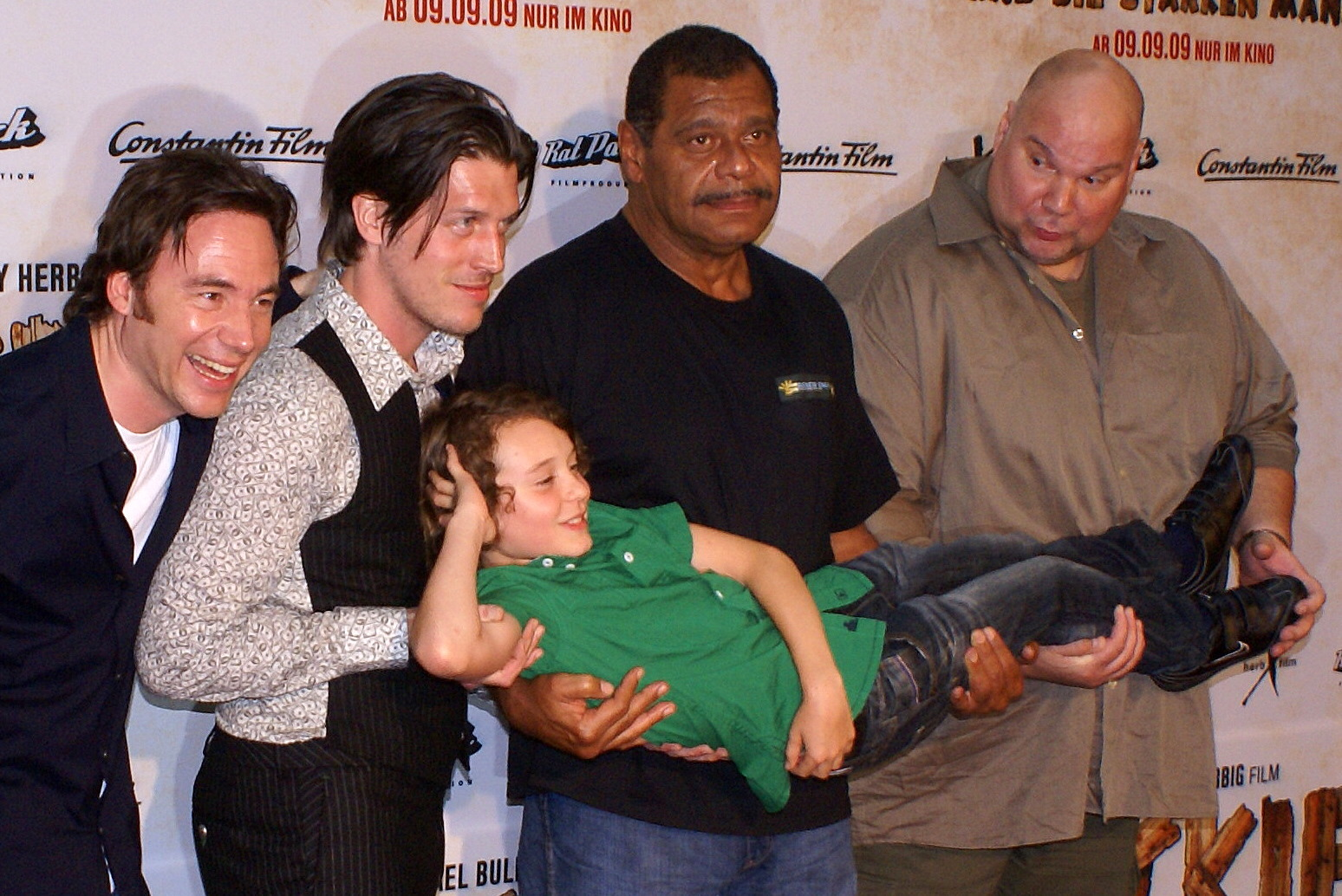
Cast van Wickie de Viking (v.l.n.r. Michael Herbig, Nic Romm, Günther Kaufmann, Jörg Moukaddam en (liggend) Jonas Hämmerle)

Wickie de Viking is een Duitse film uit 2009, gebaseerd op de animatieserie Wickie de Viking. De film is geregisseerd door Michael Herbig en geproduceerd door Christian Becker. De film is in het najaar van 2008 opgenomen in München, Walchensee en op Malta.

## Rolverdeling
| Acteur                  | Personage           | Vlaamse stem          | Nederlandse stem  |
| ----------------------- | ------------------- | --------------------- | ----------------- |
| Jonas Hämmerle          | Wickie              | Thomas Van Goethem    | Ralf Mackenbach   |
| Waldemar Kobus          | Halvar              | Vic De Wachter        | Ernst Daniël Smid |
| Christian A. Koch       | Snorre              | Bart De Pauw          | Gerard Ekdom      |
| Nic Romm                | Tjure               | Tom Lenaerts          | Giel Beelen       |
| Olaf Krätke             | Urobe               | Tuur De Weert         |                   |
| Mike Maas               | Gorm                | Walter Baele          |                   |
| Patrick Reichel         | Ulme                | Koen Crucke           | Frans Bauer       |
| Jörg Moukaddam          | Faxe                | Filip Peeters         | Leo Richardson    |
| Ankie Beilke            | Lee Fu              | Kristel Verbeke       |                   |
| Sanne Schnapp           | Ylva                | Anne Mie Gils         | Lucie de Lange    |
| Mercedes Jadea Diaz     | Ylvi                | Priske Dehandschutter | Tara Hetharia     |
| Günther Kaufmann        | Vreselijke Sven     | Jan Decleir           | Jack Wouterse     |
| Christoph Maria Herbist | Pokka               | Lucas Van den Eynde   |                   |
| Michael Bully Herbig    | Rene Marinus Kompas |                       | Paul Haenen       |